# ヨシダミノル
ヨシダ ミノル（本名: 吉田 稔（よしだ みのる）、1935年〈昭和10年〉 - 2010年〈平成22年）10月23日〉は、京都市を拠点に活動した日本の芸術家。日本の前衛美術界を代表する芸術家の1人である。

## 人物
初期のメディアアート、「テクノロジー・アートの先駆者」と呼ばれ、「宇宙人」「現代美術の奇人」などの異名をとるパフォーマンス・アーティスト。生きることそのものを芸術ととらえた日本で最初のパフォーマンス・アーティストであり、日本にパフォーマンスアートというジャンルを定着させた中心人物と目される。
1965年（昭和40年）、具体美術協会に加入。素材にプラスチックや電気などを用いる動く芸術、日常生活そのものをパフォーマンスととらえた美術劇場で注目を集めた。具体の解散後も、社会や政治や人々の価値観の変動など時代を照らし出す表現活動を続けながら、京都の自宅を多様なジャンルのアーティストに開放し、現代芸術の後進に影響を与える。

## 生涯

### 誕生～1960年代
1935年（昭和10年）、大阪府生まれ。小学4年生の時に原爆による終戦を受けて大きなショックをおぼえ、人間の精神的な部分にまで入り込むテクノロジーに衝撃を受けた。この経験が後年、ヨシダが核保持国の芸術家としての使命を意識し、原爆や戦争を意識下に感じさせる作品を制作するようになる原点となった。1993年（平成5年）、58歳の時に発表したテキスト『「不捻」の地球を思う』の中で、神的と思われた存在が敗北し象徴が実体となった戦前の記憶は、世界を難解にし、政治と芸術に不安を持ち続ける要因になったと自己分析している。
1959年（昭和34年）、京都市立美術大学西洋画科卒業。大学卒業後はモダンアート協会に入会し、絵画を発表した。1964年（昭和39年）7月、京都市内に自宅を兼ねたアトリエを建築する。
1965年（昭和40年）から具体美術協会に所属した。京都府在住者では唯一の会員となった。
具体美術協会は、1954年（昭和29年）夏に、戦前から前衛芸術家として活動していた吉原治良によって結成され、18年間にわたり阪神地域を拠点に活動した前衛美術家のグループである。
その活動は、他人の真似ではなく新たなものを創るという吉原が会員に課した課題のもと、野外などの様々な空間を用い、既成概念を打ち砕く未知の芸術を創造しようとする意欲的な取組が高く評価された「前期」、1957年（昭和32年）にフランス人美術評論家ミシェル・タピエによってアジアにおけるアンフォルメルの旗手として世界に紹介され、国際的な美術家集団として名を挙げた一方、移動や売買が容易な絵画などに表現が一元化されて"具体らしさ"が損なわれた「中期」、1965年（昭和40年）第15回具体美術展を契機にアンフォルメル風の抽象表現のマンネリ化からの脱却を図った「後期」に大別される。
ヨシダミノルは、後期の具体を代表するアーティストとして、頭角を現した芸術家の一人である。
1967年（昭和42年）には、プラスティックやプレキシグラスなどの新たな素材を用いた立体作品を制作するようになり、ブラックライトを用いた空間演出や、動力を取り入れた動く作品やサイケデリックな色使いなど、21世紀のテクノロジーを感じさせるような作品で 後期の具体に新たな方向性を示し、「テクノロジー・アートの先駆者」と呼ばれた。1960年代後半に注目されるようになった環境アートを代表するアーティストともみなされる。
1968年（昭和43年）、そごう神戸店で開催された「現代の空間'68〈光と環境〉」展や英国ロンドンのInstitute of Contemporary Artsで開催された「現代日本の美術 - 蛍光菊」展に招かれ、1969年（昭和44年）には、ソニービルで開催された「国際サイテック・アート展 エレクトロマジカ'69」展などへ出品し、国内外で注目された。
後年、大空ライブ美術館を開館するヨシダの構想は、この頃から散見される。1969年（昭和44年）5月に『美術手帖』に寄せた誌上シンポジウム「EP3.第3地球勢力」のなかで、ヨシダミノルは表現形式の変化に適応した新しいスタイルの美術館の必要性を強く表明している。
ヨシダは1970年代半ばまで電気仕掛けのアート作品を手掛けていたが、そのピークはこの頃であった。1970年（昭和45年）の大阪万博では、みどり館に、動くオブジェ『バイセクシャル・フラワー』や『アートマシンno.2』、透明な自動車『アートマシンno.3』を出品した。
大阪万博でみどり館に展示され、以後、ヨシダミノルの代表作とみなされる『バイセクシャル・フラワー』は、回転する円盤を仕込んだ透明なアクリルの箱の周りに透明な6枚の花弁が広がり、全体に張り巡らせたチューブを流れる水を動力に花弁が開閉する造形物を、床から透過するブラックライトの光で照らしだしたもので、当時アメリカを中心に謳われていたフリーセックス（性別からの開放運動）の世相を意識した作品と思われる。大阪万博をきっかけに、アーティストが携われるテクノロジー部分はすべて企業体に吸い上げられ、芸術家が技術と一体化した作品を作ることが難しくなったと感じていたヨシダは、自ら出品した作品で企業体に抗う姿勢を示す。「透明な素材を使用することは、その中にあるテクノロジーの存在を剥き出しにすることであり、企業の既製品が自由に中をいじれないようにしてあるのと対極の考えを目指した。」と、『バイセクシャル・フラワー』に込めた意図を解説している。
ヨシダは万博を観ることなく1970年（昭和45年）2月に日本を飛び出し、米国ニューヨークに居を構えた。『バイセクシャル・フラワー』は、前期の具体美術協会を代表する作家のひとり田中敦子の『ベル』と並んで、具体の実験精神を示す代表作であるとともに、日本の前衛美術を代表する作品のひとつに数えられ、以後、国内外の様々な展覧会に出品されている。

### アメリカ滞在時代
1970年（昭和45年）以降、1978年（昭和53年）までの7年から8年に及ぶアメリカでの芸術活動では、テクノロジーはテクノロジーでも、気配や整体といった人の内側にあるテクノロジーに意識を向けるようになる。その模索は、やがて自らの人体をも作品の一部とみなす、パフォーマンスを取り入れたアート作品の創出につながっていく。1974年（昭和49年）にシンセサイザー・ジャケットを着用して空を飛び跳ねるワイヤーアクションを取り入れたパフォーマンスを行い、「ニューヨーク・アヴァンギャルド・フェスティヴァル」など、様々なイベントに参加した。宇宙服を着て歩く、皮袋に入って木にぶら下がるなど、身体を張ったパフォーマンスを行っていた。
1976年（昭和51年）、生活苦から身体を壊し、死線をさまよったヨシダミノルは、以後、「絶対風景」という言葉を口にするようになる。「自分が生きているということは自分自身が絶対なわけであって、絶対というと、予想できるのは“死”。死んだつもりで、もう一辺やろう」と、自身の再出発を図った。
アメリカ滞在中の一時期、ヨシダミノルは、「耳」をモチーフにした作品で世界的に知られる彫刻家・三木富雄と共同生活を送った。二人はいつも、デビッド・ボウイのアルバム『ロウ』のレコードをBGMに、深夜まで美術館について語り明かしたという。1977年（昭和52年）夏、ヨシダは京都にある自宅建物を大空ライブ美術館と名付けて開館し、再び渡米した。大空ライブ美術館では、留守を預かった女性アーティストが活用を続けていく予定になっていたが、1978年（昭和53年）2月に三木が京都で急死したことを受けて帰国した。

### 帰国後～1980年代
1978年（昭和53年）帰国後、ヨシダミノルは日本でも積極的にパフォーマンスを行うようになり、この頃から関西を中心に「パフォーマンスアート」という言葉が使われるようになる。『週刊新潮』に「現代美術の奇人」と表されたパフォーマンスは、亡くなった知人に捧げられたもので、現代美術展の受付日に審査員の眼前で頭から黒いペンキを被って披露したものだった。この頃、公私ともに終生のパートナーとなる荒木みどりと出会い、1980年（昭和55年）の京都アンデパンダン展 では、展示会場で2人で樵に扮して日常生活を送るパフォーマンスを披露した。
1982年（昭和57年）には、兵庫県立近代美術館に家財道具一式を持参して「移住」 し、1か月間生活するパフォーマンスを行った。パフォーマンスでは、来場者に1杯100円でコーヒーを振る舞い、会話を楽しんだ。観客は、中学生から90歳の老人まで、幅広い年代の客が訪れた。このようなパフォーマンスについて、ヨシダは主観と客観の入れかわる状態がおもしろいと述べている。
私生活と芸術家としての仕事生活に違いの無い生き方を、幻想に満ちた多くの現代美術と比して、ヨシダは美術とはもっと普段的なものでよいと述べている。
1日1日の存在を大事にすることを美術ととらえ、「超絶生活」と称した。生活そのものがパフォーマンスであり美術作品であるとする芸術家は、ヨシダミノルをおいて他にいないと、兵庫県立近代美術館学芸員（当時）の山脇一夫は明言している。そのような自身の芸術スタイルについて、ヨシダ自身は次のように述べている。
美術評論家ミシェル・タピエは、ヨシダミノルも属した具体を、あらゆる形式にとらわれない現象アンフォルメルととらえたが、ヨシダはそれを大宇宙的現象として受け止め、さらに生命の概念を交えて、人間も含めた生命体の小宇宙の存在そのものが大宇宙を構成すると考えた。「生」そのものを描くヨシダのスタイルは、人間の思想的表現で宇宙を論じた一形態であり、フィクションを現実化する状況を芸術と称した。古来、多くの芸術家がそのように表現してきた事象を、商業的に表現したものが映画「スターウォーズ」や「未知との遭遇」のようなものである、と、比例している。
兵庫県立近代美術館で開館時から学芸員として中心的な役割を担った中島徳博（故）は、ヨシダミノルが自宅アトリエを大空ライブ美術館として開放した行為の中に、美術と生活という二元性を廃し、人間の基盤的な生活の場から芸術そのものを総括的に問いただしていく作家の一貫した立場が表明されていて、それはきわめて壮大なスケールの過激な発想であると賞賛した。大空ライヴ美術館は、ヨシダのフィールドである美術やパフォーマンスのみならず、音楽など異分野の若者たちも集まる場所となり、当時京都でも流行していたアンダーグラウンドな文化に影響を与えた。そうした若者の1人は「現代美術なんて難解やし興味なかったんだけど大空ライブ美術館へ来て話をするようになって変わった」というようなコメントを残している。美術館として1980年（昭和55年）から京都アンデパンダン展で毎年行ったパフォーマンス・アート「キリコと、キコリの生涯」は、1983年（昭和53年）の4回目で終演を迎えた。終演に際し、ヨシダは「これで止めます、やはり進まないといけませんから」との言葉を残している。大空ライブ美術館は1983年（昭和58年）5月に閉館した。

### 1990年代～晩年
後年はプロデューサーとしても活動し、1991年（平成3年）から1993年（平成5年）にかけては、京都大学西部講堂を舞台に「美・詩・音・舞」を総合的に取り入れたイベント「AGAフェスティバル」のプロデュースや、サウンド・パフォーマンス・ユニット現代家族で活動した。現代家族は、ヨシダミノルが妻子と共に現代美術の1ジャンルとして立ち上げたグループで、作品展示と即興演奏や詩の朗読を交えたパフォーマンスを行い、アンデパンダン展やグッドアート展においては、美術の型にはまらない多様なジャンルの融合した芸術作品へと変貌を遂げていく。1970年代のアメリカ在住期から、写真誌『ライフ』などで第二次世界大戦の全体像や戦後の世界情勢を把握していたヨシダは、終わらない戦争や環境問題に高い関心を寄せ、西欧諸国の対応と比べて、日本はアメリカの傘下でエコノミーアニマル化したと嘆き、政権の汚職や経済の発展と引き換えに生じた環境汚染に警鐘を鳴らした。1979年（昭和54年）に設立 されたグッドアート展では、「私達グッドアーティストは、地球全体に気や、ネットワークを位置して、中間子的存在の現実芸術がどの様にシンクロするかを知る必要がある。」と提唱し、1995年（平成7年）の第20回グッドアート展では、大空ライブ美術として、フランスや中国の核実験を批判するとともに、「生きることは路上に立つことに始まり、反核、反戦、反芸術活動も幸福平和を維持するための行動であれば、次の時代には芸術になりうる」と表現した。
2007年（平成19年）9月19日から10月14日にかけて、NPO法人赤煉瓦倶楽部舞鶴が主催し舞鶴市で開催された現代美術展「ヒカリノカタチ」展では、京丹後市網野町在住のアーティスト池田修造と共同で、重要文化財であり近代化産業遺産でもある舞鶴赤レンガ倉庫群そのものの空間と現代アートのコラボレーションを演出、光をテーマに文化や地域性を問いかける作品展示を行うなど、地域アートにも関心を寄せた。
病に侵され、あまり動けなくなった晩年は、多くの時間をリビングキッチンの椅子で過ごし、ポストカードサイズの紙に絵の具を置いて紙を折り合わせたデカルコマニー作品を多く制作した。2010年（平成22年）10月23日、肝臓がんのため死去した。享年75歳。

## おもな作品

### 造形物
- 「The Blue Tulip」1964年 油彩・ミクストメディア・キャンバス・板 184.4×182.8センチメートル（大阪中之島美術館所蔵）[10]
- 「Just Curve '67 12 polycycle」 1967年（個人蔵）[23]
- 「Just Curve '67 Cosmoplastic」 1967年（高松市美術館蔵）[24]
- 「EP'3」1969年 - 5つのパートと音楽や映像を組み合わせて自動化したメディア作品[25]。（国際サイテックアート展に出品）
- 「バイセクシャルフラワー」1970年 アクリル（プレクシグラス）・モーター・ブラックライト・水 直径380×192～175センチメートル（個人蔵）[26]
- 「アートマシンno.2」1970年 - 動くオブジェ。
- 「アートマシンno.3」1970年 - 透明な自動車。
- 「シンセサイザージャケット」1974年 - 上半身に装着する流線型のアクリル板を基板とする自作のシンセサイザーで、単調な電子音を奏でる[27]。

### パフォーマンス
- 「THE PARTY（ザ・パーティー）」1978年クリスマス、会場：ギャルリー・キタノサーカス（神戸）

会場に2羽の七面鳥を放ち、シンセサイザーの音楽をBGMに、借り物の大鏡を淡々と割るパフォーマンス。
- 「THE MUFFLER（消音器）」1979年、会場：兵庫県立近代美術館「具体美術」回顧展

ガスマスクを身に付け、会場の入口でドーナツをアイロンでプレスした。また、自宅美術館からグランドピアノを持ち込み、えんえんと「騒音」を弾き続けた。
- 「THE TURKEY'S MENU」1979年、会場：ギャラリー・サードフロア（京都）

黄金の仮面を身に付け、炊飯道具やイーゼルを手にローラースケートで登場し、仮面の目からピーナッツを食べたり、ふかしたサツマイモを観衆に食べさせるパフォーマンス。
この時の本来のプログラムは、東京のパフォーマーが企画した「サマーパフォーマンス」が披露され、美術評論家の中原佑介とデザイナーの粟津潔がパフォーマンスについて公開ディスカッションを行う予定とされていたが、ヨシダミノルが飛び入り参加した。中原に「あのパフォーマンスは仮面がないとできないんですよ」と揶揄されると、あっさり仮面を外してパフォーマンスをつづけた。
- 「キリコとキコリの生涯」1980年 - 1983年、会場：京都市美術館「京都アンデパンダン」展[19]

自宅裏の雑木林から拾ってきた木材で、「くうしん」 など12個のオブジェを使用したパフォーマンスを行い、宇宙論理について語るなどした。

## 評価

### 生前
- 1968年（昭和43年）、ICAロンドン「現代日本の美術――蛍光菊」展に出品[28]。
- 1969年（昭和44年）、ソニービル「国際サイテック・アート展――エレクトロマジカ'69」展に出品[28]。
- 1970年（昭和45年）、大阪万博に「バイセクシャル・フラワー」「アートマシンno.3」等、3作品を出品[28]。
- 美術評論家・針生一郎は、ヨシダミノルをポリティカル・アーティストと評し、ヨシダミノル自身もそのように自覚していたとされる[6]。
- 作家・福永信は、2002年（平成14年）12月10日から23日にかけてホワイトキューブKYOTOで開催された、ヨシダミノルの個展「からまわり」[注 8] について、2001年(平成13年)アメリカ同時多発テロ事件9・11を念頭に構成された空間であるとみたうえで、次のようにコメントしている[6]。「まったく未整理のまま、画廊に放り込まれている。要するにいい加減なのであり、何もわからない。好きになれない作品なのに、妙に忘れられない。（福永信「Review Art ヨシダミノル」[6]）」
- 2005年（平成17年）10月21日から12月25日にかけて、NTTインターコミュニケーション・センター（ICC）が主催した企画展「アート＆テクノロジーの過去と未来」に、「シンセサイザー・ジャケット」と 「バイセクシャル・フラワー」が出品された[11]。
- 2007年（平成19年）、重要文化財等の指定を受ける舞鶴赤レンガ倉庫群で「ヒカリノカタチ」展を池田修造と共同開催。その後、池田が開館したヒカリ美術館のプロデュースする企画「大地は器」では、没後の2018年（平成30年）にヨシダミノルのドローイング作品が出品された[29]。

### 没後
- 2012年（平成24年）7月4日から9月10日にかけて、国立新美術館開館5周年「具体」－ニッポンの前衛 18年の軌跡 GUTAI: The Spirit of an Era展に、『バイセクシャル・フラワー』が出品された[15]。
- 2013年（平成25年）2月から5月にかけて、グッゲンハイム美術館が主催した展覧会「Gutai:splendid playround」の主要作品として『バイセクシャル・フラワー』が出品された[8]。
- 2014年（平成26年）7月16日から8月31日にかけて京都国立近代美術館で、「キュレトリアル・スタディズ06：ヨシダミノルの絵画 1964-1967」が開催され、『シンプルスター“C”』など20点以上の個人所蔵作品が出品された[8][30]。
- 2016年（平成28年）4月17日、OPAM大分県立美術館で開催された「シアター・イン・ミュージアム」で、1970年代のニューヨークでヨシダミノルが行ったパフォーマンスの映像作品が出展され、「現代家族」の生のパフォーマンスとのコラボレーション作品を披露された。
- 2016年（平成28年）12月2日から1年間、ギャラリー「アート・遊」（大阪）にて、日本の戦後美術をテーマとした企画展「日本の象（かたち）」展に、他14名の作家の作品と共に展示された[31]。
- 2019年（令和元年）6月14日-16日、画廊「スペース23℃」（東京）にて、1970年代に行ったパフォーマンスを収録したビデオが公開された。また、同年6月6日には東京藝術大学にて「ヨシダミノル 空間の美食家 in New York : 1970-1978」と題した講演が行われている[32]。

### 受賞歴
- 1966年（昭和41年） 第7回日本現代美術展コンクール賞 受賞[1][18]
- 1967年（昭和42年） 第9回日本国際美術展で大原美術館賞 受賞[10]